# Berberis nummularia
Berberis nummularia är en berberisväxtart som beskrevs av Aleksandr Andrejevitj Bunge. Berberis nummularia ingår i släktet berberisar, och familjen berberisväxter. Inga underarter finns listade i Catalogue of Life.